# Liste der Baudenkmale in Wangerooge
In der Liste der Baudenkmale in Wangerooge sind die Baudenkmale der niedersächsischen Gemeinde Wangerooge und ihrer Ortsteile aufgelistet. Der Stand der Liste ist der 10. August 2022. Die Quelle der Baudenkmale ist der Denkmalatlas Niedersachsen.

## Allgemein
In den Spalten befinden sich folgende Informationen:
- Lage: die Adresse des Baudenkmales und die geographischen Koordinaten. Kartenansicht, um Koordinaten zu setzen. In der Kartenansicht sind Baudenkmale ohne Koordinaten mit einem roten Marker dargestellt und können in der Karte gesetzt werden. Baudenkmale ohne Bild sind mit einem blauen Marker gekennzeichnet, Baudenkmale mit Bild mit einem grünen Marker.
- Bezeichnung: Bezeichnung des Baudenkmales
- Beschreibung: die Beschreibung des Baudenkmales. Unter § 3 Abs. 2 NDSchG werden Einzeldenkmale und unter § 3 Abs. 3 NDSchG Gruppen baulicher Anlagen und deren Bestandteile ausgewiesen.
- ID: die Objekt-ID des Baudenkmales
- Bild: ein Bild des Baudenkmales, ggf. zusätzlich mit einem Link zu weiteren Fotos des Baudenkmals im Medienarchiv Wikimedia Commons. Wenn man auf das Kamerasymbol klickt, können Fotos zu Baudenkmalen aus dieser Liste hochgeladen werden:

## Wangerooge

### Gruppe: Obere Strandpromenade/Zedeliusstraße
Baudenkmal (Gruppe):

| Lage                       | Bezeichnung                          | Beschreibung | ID       | Bild |
| -------------------------- | ------------------------------------ | ------------ | -------- | ---- |
| 53° 47′ 34″ N, 7° 54′ 0″ O | Obere Strandpromenade/Zedeliusstraße |              | 35671263 |      |

Baudenkmale (Einzeln):

| Lage                                                 | Bezeichnung   | Beschreibung | ID       | Bild |
| ---------------------------------------------------- | ------------- | --- | -------- | ---- |
| Untere Strandpromenade 53° 47′ 37″ N, 7° 54′ 0″ O    | Treppenanlage | Zweiarmige vierläufige Treppenanlage mit gemauerten Wangen aus Klinkermauerwerk, Uhrenturm ebenfalls aus Klinkermauerwerk, erbaut ca. 1930, Uhrenturm ca. 1950 | 35696796 |      |
| Obere Strandpromenade 53° 47′ 35″ N, 7° 54′ 0″ O     | Pavillon      | Café Pudding | 35696458 |      |
| Obere Strandpromenade 19 53° 47′ 34″ N, 7° 53′ 59″ O | Hotel         | Haus Nordlicht | 35696897 | BW   |
| Obere Strandpromenade 21 53° 47′ 35″ N, 7° 54′ 2″ O  | Hotel         | | 35696921 | BW   |

### Gruppe: Zedeliusstraße 29 und 31
Baudenkmal (Gruppe):

| Lage                        | Bezeichnung              | Beschreibung | ID       | Bild |
| --------------------------- | ------------------------ | ------------ | -------- | ---- |
| 53° 47′ 28″ N, 7° 53′ 59″ O | Zedeliusstraße 29 und 31 |              | 35671246 | BW   |

Baudenkmale (Einzeln):

| Lage                                          | Bezeichnung         | Beschreibung  | ID       | Bild |
| --------------------------------------------- | ------------------- | ------------- | -------- | ---- |
| Zedeliusstraße 31 53° 47′ 29″ N, 7° 53′ 59″ O | Wohn-/Geschäftshaus | Inselapotheke | 35697183 |      |
| Zedeliusstraße 29 53° 47′ 28″ N, 7° 53′ 59″ O | Wohn-/Geschäftshaus |               | 35697159 |      |

### Gruppe: Wohnhausensemble Zedeliusstraße
Baudenkmal (Gruppe):

| Lage                        | Bezeichnung                     | Beschreibung | ID       | Bild |
| --------------------------- | ------------------------------- | ------------ | -------- | ---- |
| 53° 47′ 28″ N, 7° 53′ 57″ O | Wohnhausensemble Zedeliusstraße |              | 35670461 | BW   |

Baudenkmale (Einzeln):

| Lage                                          | Bezeichnung | Beschreibung                                                                      | ID       | Bild |
| --------------------------------------------- | ----------- | --------------------------------------------------------------------------------- | -------- | ---- |
| Zedeliusstraße 26 53° 47′ 28″ N, 7° 53′ 57″ O | Wohnhaus    | Einstöckiger Putzbau mit Zwerchhaus, Bauzeitin der 2. Hälfte/Ende 19. Jahrhundert | 35696991 |      |
| Zedeliusstraße 24 53° 47′ 27″ N, 7° 53′ 57″ O | Wohnhaus    |                                                                                   | 35696846 |      |

### Gruppe: Dorfplatz
Baudenkmal (Gruppe):

| Lage                       | Bezeichnung | Beschreibung | ID       | Bild |
| -------------------------- | ----------- | ------------ | -------- | ---- |
| 53° 47′ 22″ N, 7° 54′ 0″ O | Dorfplatz   |              | 35671279 | BW   |

Baudenkmale (Einzeln):

| Lage                                     | Bezeichnung | Beschreibung | ID       | Bild |
| ---------------------------------------- | ----------- | --- | -------- | ---- |
| Dorfplatz 14 53° 47′ 25″ N, 7° 53′ 59″ O | Wohnhaus    | Kleines, altes Wangerooger Haus mit ursprünglich viergeteiltem Grundriss, sowie dem etwas niedrigeren am Giebel angebauten Stallteil. Ursprünglich Sichtziegelbauten, die später verputzt wurden.         | 35696690 |      |
| Dorfplatz 16 53° 47′ 25″ N, 7° 54′ 1″ O  | Hotel       | | 35697257 | BW   |
| Dorfplatz 10 53° 47′ 23″ N, 7° 53′ 58″ O | Wohnhaus    | Kleines, altes Wangerooger Haus mit ursprünglich viergeteiltem Grundriss, sowie dem etwas niedrigeren am Giebel angebauten Stallteil. Ursprünglich Sichtziegelbauten, die später verputzt wurden.         | 35696668 |      |
| Dorfplatz 53° 47′ 23″ N, 7° 54′ 0″ O     | Grünanlage  | | 35697232 | BW   |
| Dorfplatz 32 53° 47′ 19″ N, 7° 54′ 1″ O  | Kirche      | Am 19. Juni 1910 konnte die heutige evangelisch-lutheranische Kirche eingeweiht werden. Auf Anregung des Ollenburger Kring bekam die Kirche im Jahre 1929 den Namen Nikolai-Kirche wieder, 1950 erneuert. | 35696716 |      |

### Gruppe: Jadekaserne
Baudenkmal (Gruppe):

| Lage                        | Bezeichnung | Beschreibung | ID       | Bild |
| --------------------------- | ----------- | ------------ | -------- | ---- |
| 53° 47′ 25″ N, 7° 54′ 16″ O | Jadekaserne |              | 35670479 | BW   |

Baudenkmale (Einzeln):

| Lage                                            | Bezeichnung     | Beschreibung | ID       | Bild |
| ----------------------------------------------- | --------------- | --- | -------- | ---- |
| Charlottenstraße 27 53° 47′ 28″ N, 7° 54′ 10″ O | Wohnhaus        | | 35697309 | BW   |
| Charlottenstraße 29 53° 47′ 28″ N, 7° 54′ 11″ O | Wohnhaus        | | 35697336 | BW   |
| Charlottenstraße 31 53° 47′ 28″ N, 7° 54′ 13″ O | Wohnhaus        | | 35697363 | BW   |
| Charlottenstraße 33 53° 47′ 27″ N, 7° 54′ 15″ O | Kasernengebäude | ehem. Jade-Kaserne; zweigeschossiger Ziegelbau in Sichtmauerwerk, Z-förmiger Grundriss, abgesetzte Gebäudeteile unter getrennten Walmdächern Sohlbankgesims und Traufgesims | 35696607 |      |
| Charlottenstraße 35 53° 47′ 27″ N, 7° 54′ 17″ O | Kasernengebäude | Zweigeschossiger Ziegelbau in Sichtmauerwerk unter Walmdach, polygonales Treppenhaus mit Turmhelm, mittig als Eingang, Traufgesims, Walmdach                                | 35696637 |      |
| Charlottenstraße 37 53° 47′ 26″ N, 7° 54′ 18″ O | Kasernengebäude | Zweigeschossiger Ziegelbau unter Walmdach, Sichtmauerwerk, Gliederung der Fassaden durch umlaufendes Fensterbank- und Traufgesims, symmetrische Gliederung                  | 35696553 |      |
| Rösingstraße 20 53° 47′ 25″ N, 7° 54′ 12″ O     | Wohnhaus        | | 35697390 | BW   |
| Rösingstraße 21 53° 47′ 25″ N, 7° 54′ 14″ O     | Kasernengebäude | | 35697443 | BW   |
| Rösingstraße 21 a 53° 47′ 24″ N, 7° 54′ 15″ O   | Kasernengebäude | Jadekaserne (Uhrenhaus) | 35697417 | BW   |
| Jadehörn 53° 47′ 23″ N, 7° 54′ 16″ O            | Kasernengebäude | Jadekaserne (Nebengebäude I) | 35697469 | BW   |
| Jadehörn 53° 47′ 23″ N, 7° 54′ 17″ O            | Kasernengebäude | Jadekaserne (Nebengebäude II) | 35697495 | BW   |

### Baudenkmale (Einzeln)
| Lage                                                | Bezeichnung     | Beschreibung | ID       | Bild           |
| --------------------------------------------------- | --------------- | --- | -------- | -------------- |
| Im Westen 53° 47′ 5″ N, 7° 51′ 27″ O                | Turm            | Der Westturm ist ein wuchtiger Ziegelbau in Sichtmauerwerk, annähernd quadratischer Grundriss, acht Geschosse, steiles Zeltdach in drei Spitzen auslaufend, mittlere als Aussichtsturm in Kupfer, heute Jugendherberge  | 35696769 | Weitere Bilder |
| Norddünen 53° 47′ 34″ N, 7° 53′ 11″ O               | Gedenkstätte    | Ehrenfriedhof | 35697088 |                |
| Nordstrand 53° 47′ 37″ N, 7° 53′ 32″ O              | Gedenkstätte    | Bunkergrab | 35697113 | BW             |
| Elisabeth-Anna-Straße 20 53° 47′ 32″ N, 7° 54′ 1″ O | Wohnhaus        | | 35697066 | BW             |
| Zedeliusstraße 32 53° 47′ 30″ N, 7° 53′ 58″ O       | Hotel           | Ursprünglich dreigeschossiger verputzter Massivbau unter ausgebautem Mensarddach aus dem Jahr 1912, heute viergeschossig unter Walmdach, Verandavorbau zur Zedeliusstraße verändert, ehemaliger mittiger Eingang        | 35696874 |                |
| Schulstraße 2 53° 47′ 22″ N, 7° 53′ 52″ O           | Schule          | Alte Schule (Bürgerschule) | 35697043 | BW             |
| Zedeliusstraße 3 53° 47′ 20″ N, 7° 53′ 57″ O        | Leuchtturm      | Der Alte Leuchtturm Wangerooge ist ein schlanker Turm mit kreisförmigem Querschnitt, Ziegelbau in den Obergeschossen verputzt, Leuchtfeuer ursprünglich mit Petroleum gespeist, ab 1927 Elektro, 1926 um 5 Meter erhöht | 35696819 |                |
| Bahnhofstraße 6 53° 47′ 17″ N, 7° 53′ 56″ O         | Empfangsgebäude | Zweigeschossiger Ziegelbau unter Krüppelwalmdach, an der Ostseite turmartiger Vorbau mit quadratischem Grundriss. An der Südost-Ecke direkt an dem Turm und Empfangsgebäude kleiner Vorbau                              | 35696504 |                |
| Bahnhofstraße 6 b 53° 47′ 15″ N, 7° 53′ 57″ O       | Lokschuppen     | Eingeschossiger Ziegelbau unter Satteldach, Gebäude von der Nordostseite mit zwei Längseinfahrten unter korbbogigen Stürzen. An der Längsseite Gebäude durch Lisenen gegliedert.                                        | 35696529 |                |
| Charlottenstraße 23 53° 47′ 28″ N, 7° 54′ 6″ O      | Kinderheim      | Zweigeschossiger verputzter Massivbau unter Satteldächern auf hohem Sockelgeschoss, Gurtgesimse und Fenstereinfassungen aus Ziegeln, heute hell überstrichen.                                                           | 35696583 |                |
| Jadestraße 53° 47′ 30″ N, 7° 54′ 21″ O              | Bunker          | Lazarettbunker | 35697137 | BW             |

## Ehemalige Baudenkmale
| Lage                                               | Bezeichnung     | Beschreibung | ID | Bild           |
| -------------------------------------------------- | --------------- | --- | -- | -------------- |
| Im Osten 53° 46′ 39″ N, 7° 57′ 44″ O               | Stundenglasbake | Die Ostbake Wangerooge ist eine ursprüngliche Stundenglasbake von 1865, mehrfach versetzt, seit 1907 am letzten Standort, hölzerner Nachbau. Unterbau später ergänzt. Im Juni 2013 wurde die Bake abgerissen. |    | Weitere Bilder |
| Anton-Günther-Straße 2 53° 47′ 36″ N, 7° 53′ 44″ O | Signalstation   | Neubau von 1936; ursprünglich 1876 erbaut, dann mehrfach völlig umgestaltet. |    |                |